# Coppa Interamericana 1971
La Coppa Interamericana 1971 è stata la seconda edizione del trofeo riservato alle squadre vincitrici della CONCACAF Champions' Cup e della Coppa Libertadores.

## Avvenimenti
La gara di andata si tenne all'Azteca di Città del Messico. L'incontro iniziò con il gol, al 30º secondo di gioco, del Cruz Azul: Muciño, ricevuta la palla dal calcio d'inizio, corse in avanti e passò a Pulido, il quale tirò da fuori area, sorprendendo il portiere brasiliano Manga. I primi minuti videro la prevalenza del Cruz Azul, che si avvicinò più volte a Manga; dal 20º, però, fu il Nacional a prendere piede, ottenendo sempre maggior controllo del campo e tirando spesso verso la porta di Marín con Espárrago e Mamelli. Al 29º arrivò il gol dell'1-1: su passaggio di Cánepa, Mameli segnò con un colpo di testa in diagonale. Il resto dell'incontro fu acceso, con numerosi falli; all'85º Espárrago colpì Sánchez Galindo mentre il pallone era lontano: l'arbitro Regalado non se n'era avveduto, ma l'assistente arbitrale gli segnalò la scorrettezza, e Espárrago fu espulso. Lo stesso Espárrago aggredì l'arbitro, venendo poi multato e squalificato.
La partita di ritorno si giocò a Montevideo, all'Estadio Centenario. I messicani si dimostrarono migliori nei primi 20 minuti di gioco, sfruttando la velocità sulle fasce grazie al loro 4-3-3. Al 22º minuto andarono in vantaggio con una rete di Bustos direttamente da calcio d'angolo; in seguito, però, il Cruz Azul decise di passare a un gioco difensivo, cercando di mantenere il vantaggio ottenuto: questo permise agli uruguaiani di organizzarsi con più agio, dominando a centrocampo e portandosi spesso in attacco. Al 35º Mamelli colpì di testa su traversone di Ubiña, superando Marín e realizzando il gol del pareggio; al 39º fu Castro a segnare, ribattendo in rete una respinta del portiere del Cruz Azul. Il risultato di 2-1 maturato nel primo tempo si mantenne per tutto il secondo: durante la ripresa il Nacional mostrò un gioco migliore, mentre i messicani tentarono di pareggiare con veloci contropiede, che si rivelarono però inefficaci.

## Tabellino

### Andata
| Arbitro: | Regalado |

| |            | |
| Pulido 1’ | Marcatori  | 29’ Mameli |
| · Marín P · Rodríguez D · Guzmán D · Quintano D · Sánchez Galindo D · Alejandrez C · Prado C · Victorino C · Pulido C · Bustos A · Muciño A · López Salgado A | Formazioni | · P Manga · D Brunel · D Masnik · D Gerolami · C Ubiña · C Montero Castillo · C Cánepa · A Cubilla · A Mantegazza · A Abad · A Mamelli · A Espárrago 85’ |
| Cárdenas | Allenatori | Etchamendi |

### Ritorno
| Arbitro: | Camom |

| |            | |
| Mameli 35’ Castro 39’                                                                                   | Marcatori  | 22’ Bustos |
| Manga P Ubiña D Brunel D Masnik C Blanco C Maneiro C Mantegazza A Suárez A Castro A Mamelli A Morales A | Formazioni | · P Marín · D Rodríguez · D Guzmán · D Quintano · D Sánchez Galindo · C Pulido · C Alejandrez · A Muciño · C Victorino · C Gómez · A Bustos · A López Salgado · A Vera |
| Etchamendi                                                                                              | Allenatori | Cárdenas |